# Homoeomma pictum
Homoeomma pictum är en spindelart som först beskrevs av Pocock 1903.  Homoeomma pictum ingår i släktet Homoeomma och familjen fågelspindlar.
Artens utbredningsområde är Peru. Inga underarter finns listade i Catalogue of Life.